# Škoda 256
Škoda 256 byl střední nákladní automobil vyráběný automobilkou ASAP Mladá Boleslav v letech 1939–1947. Vůz byl stavěn v provedení valník, autobus, vojenská sanita, hasičský vůz a další. Původní varianta 256 B byla vybavena šestiválcovým zážehovým motorem, od roku 1943 k ní přibyl typ 256 G, modifikovaný na pohon dřevoplynem.

## Historie
Roku 1939 uvedla mladoboleslavská automobilka ASAP na trh novou řadu lehkých nákladních automobilů, které v rámci unifikace využívaly pohonné jednotky z osobních automobilů Škoda. Tuto řadu tvořily vozy Škoda 100, Škoda 150 a Škoda 256 B. Vůz Škoda 256 B konstrukčně vycházel ze staršího typu Škoda 254 D, poháněného vznětovým čtyřválcem 3,8 l. Na rozdíl od něj dostal typ 256 B výkonnější zážehový šestiválec obsahu 3,1 l, pocházející z vozu Škoda Superb OHV (typ 924), vyráběného od roku 1938. Motor byl pro použití v nákladním voze upraven snížením kompresního poměru a dosahoval výkonu 80 k. Škoda 256 B byla nabízena se třemi variantami rozvoru, kromě základního (3800 mm) také dva prodloužené (4300 mm nebo 4800 mm). Užitečná hmotnost činila podle provedení 2,5 t nebo 3,0 t. Základní nástavbou byl valník, na samostatných šasi byly samostatnými výrobci stavěny další varianty, například autobus nebo hasičský vůz.
Během válečných let byla značná část produkce odebírána německou armádou. Pro její potřeby byly vyráběny vozy Škoda 256 B v provedení vojenská sanita nebo dílenský vůz. Roku 1943 vstoupila do výroby verze Škoda 256 G upravená na pohon dřevoplynem. Vůz byl vybaven generátorem Imbert W2. Výkon motoru se touto úpravou snížil zhruba na 60 k. Produkce této verze, kvůli poválečnému nedostatku benzínu, přetrvala až do roku 1946.
Produkce Škody 256 B trvala až do konce války. Dne 9. května 1945 postihlo automobilku letecké bombardování, které továrnu těžce poškodilo. Přesto však byla výroba značným úsilím zaměstnanců obnovena již v létě 1945. První poválečná Škoda 256 B byla dokončena 24. června 1945. Její produkce pokračovala až do roku 1947, poté však byla zastavena rozhodnutím vládních úřadů, které automobilce Škoda přidělily úlohu výrobce osobních vozů. Výhradním producentem třítunových nákladních vozů v Československu se nadále stala Auto-Praga, n. p. se svým typem Praga RN/RND.
Celkem vzniklo 5514 vozidel všech verzí, podle jiných údajů 3006 vozů varianty 256 B.

## Technické údaje

### Motor a převodovka
Škodu 256 pohání řadový, vodou chlazený zážehový šestiválec s rozvodem OHV. Litinový blok motoru je opatřen vyměnitelnými vložkami válců. Také hlava motoru je z litiny. Kliková hřídel je uložena ve čtyřech kluzných ložiskách. Palivovou směs připravuje karburátor Zenith Stromberg EX 32. Palivová nádrž na 120 l benzínu (u autobusu 80 l) se nachází na rámu vpravo za kabinou. Umístění motoru je vpředu, podélně za přední nápravou.
Zdvihový objem motoru je 3137 cm³ (vrtání válců 80 mm, zdvih 104 mm). Kompresní poměr 1:6 až 1:6,3. Motor dosahuje nejvyšší výkon 59 kW (80 k) při 3200 ot/min, ve verzi 256 G pouze 44 kW (60 k).
Elektrická soustava pracuje s napětím 12 V. Vůz je vybaven dynamem Scintilla o výkonu 210 W a 12 V akumulátorem.
Za motorem je umístěna suchá jednolamelová spojka. Za ní pak navazuje čtyřstupňová převodovka, s řadicí pákou na horním víku.

### Podvozek
Podvozek vozidla je klasické konstrukce. Je tvořen rámem ze dvou lisovaných ocelových podélníků, spojených šesti příčkami. Vzadu je hnací tuhá náprava, odpružená podélnými půleliptickými listovými péry, s rozchodem kol 1540 mm. Přední náprava je tuhá, tvořená ocelovým výliskem a taktéž odpružená podélnými půleliptickými listovými péry. Řízení předních kol pracuje pomocí šroubu a matice. Rozchod předních kol činí 1550 mm, u autobusů 1540 mm. Rozvor náprav dosahuje podle verze 3800 mm, 4300 mm nebo 4800 mm.
Vůz je opatřen hydraulickými bubnovými brzdami na všech kolech. Mechanická ruční brzda působí na převodové ústrojí. Kola jsou osmnáctipalcová, s lisovanými ocelovými disky rozměru 5×20" a pneumatikami rozměru 7×20" nebo 7,25×20", na zadní nápravě v dvojmontáži.

### Kabina a nástavby

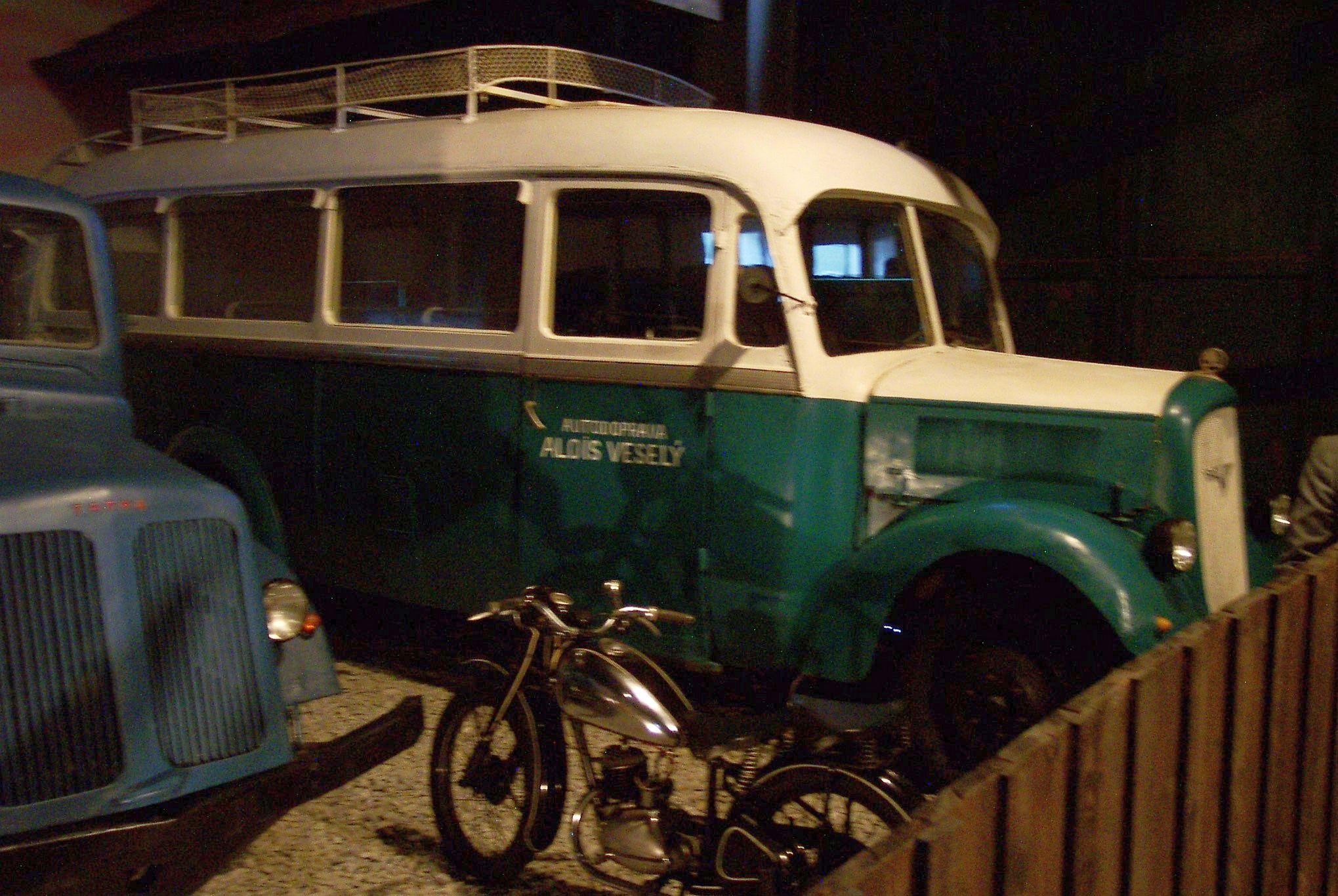
Autobus Škoda 256 B ve Vojenském technickém muzeu Lešany

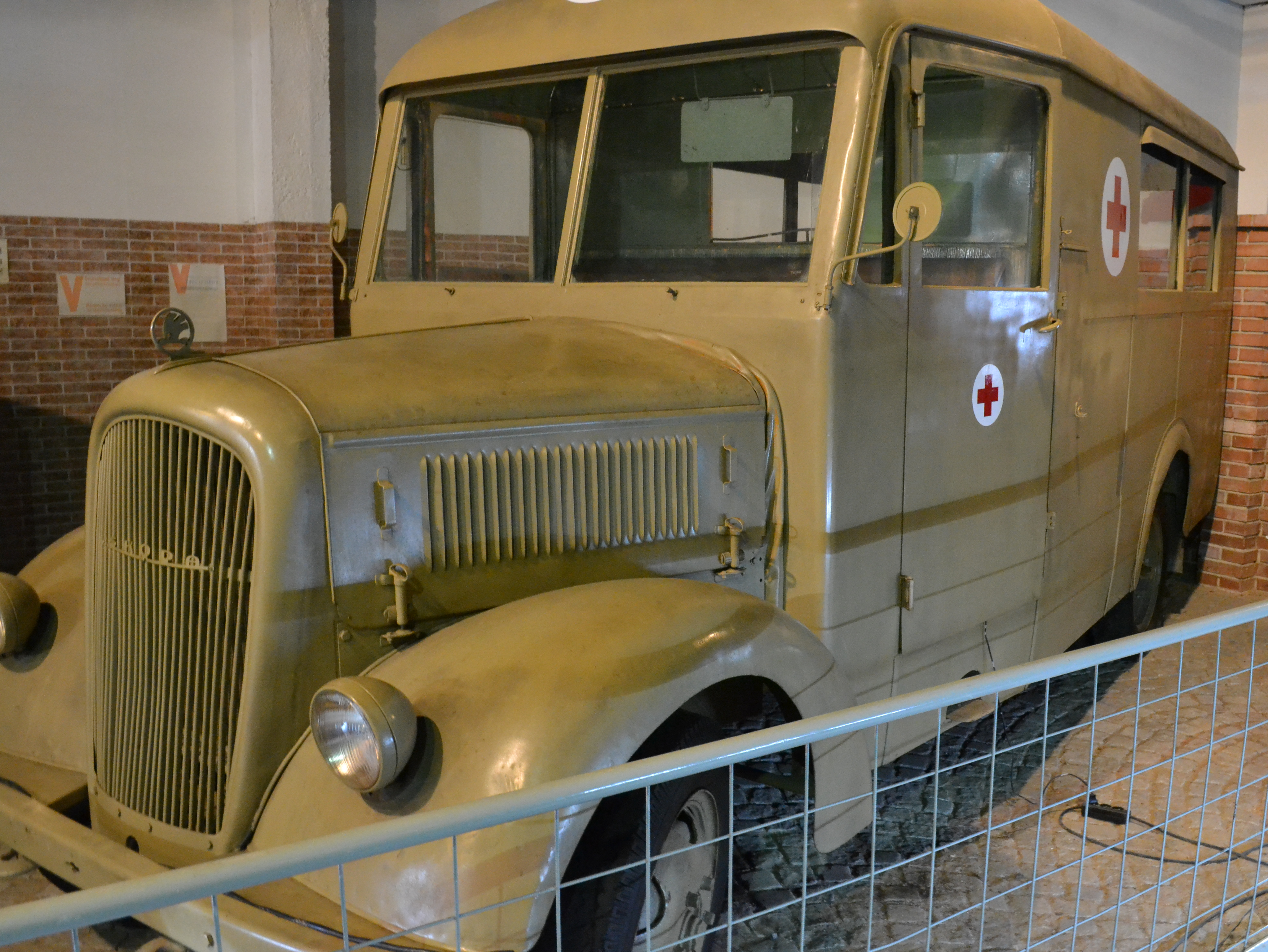
Vojenská sanita z roku 1944 karosovaná Sodomkou, VTM Lešany

Kabina vozu je smíšené konstrukce, s dřevěnou kostrou potaženou ocelovým plechem. Uvnitř se nachází třímístná polstrovaná lavice, sahající přes celou šířku budky. Čelní okno je dvoudílné. Dveře kabiny jsou uchycené vpředu.
Základním provedením byl valník, vyráběný na podvozcích všech variant rozvorů. Karosárna Sodomka stavěla na podvozcích rozvoru 4800 mm autobusy určené pro BMB-ČMD, po válce pak pro ČSD. Kapacita autobusů 256 B/256 G činila 18 sedících cestujících při interiéru s podélnými lavicemi, nebo 22 sedících cestujících při variantě s příčnými sedadly. Od roku 1941 stavěla Sodomkova karosárna na šasi 256 B vojenské sanitní a dílenské vozy. U firmy Stratílek vznikaly hasičské nástavby.

### Rozměry a výkony
Údaje jsou převzaty z publikace Atlas našich automobilů 4: 1937–1963.
Rozvor: 3800 mm, 4300 mm, 4800 mm (podle typu šasi)

Rozchod kol vpředu/vzadu:1550/1540 mm (autobus: 1540/1540 mm)

Světlá výška pod nápravami: 220 mm (autobus: 250 mm)

Délka: 7000 mm až 8020 mm, podle typu šasi (autobus: 6400 mm)

Šířka: 2100 mm

Výška: 2200 mm (autobus: 2150 mm)

Pohotovostní hmotnost: 2650 kg až 2830 kg, podle typu šasi

Užitečná hmotnost: 2500 kg nebo 3000 kg

Průměrná spotřeba paliva: 22–25 l/100 km (Škoda 256 B)

Maximální rychlost: 75–80 km/h (Škoda 256 B)